# Puchar Europy w Wielobojach 2013

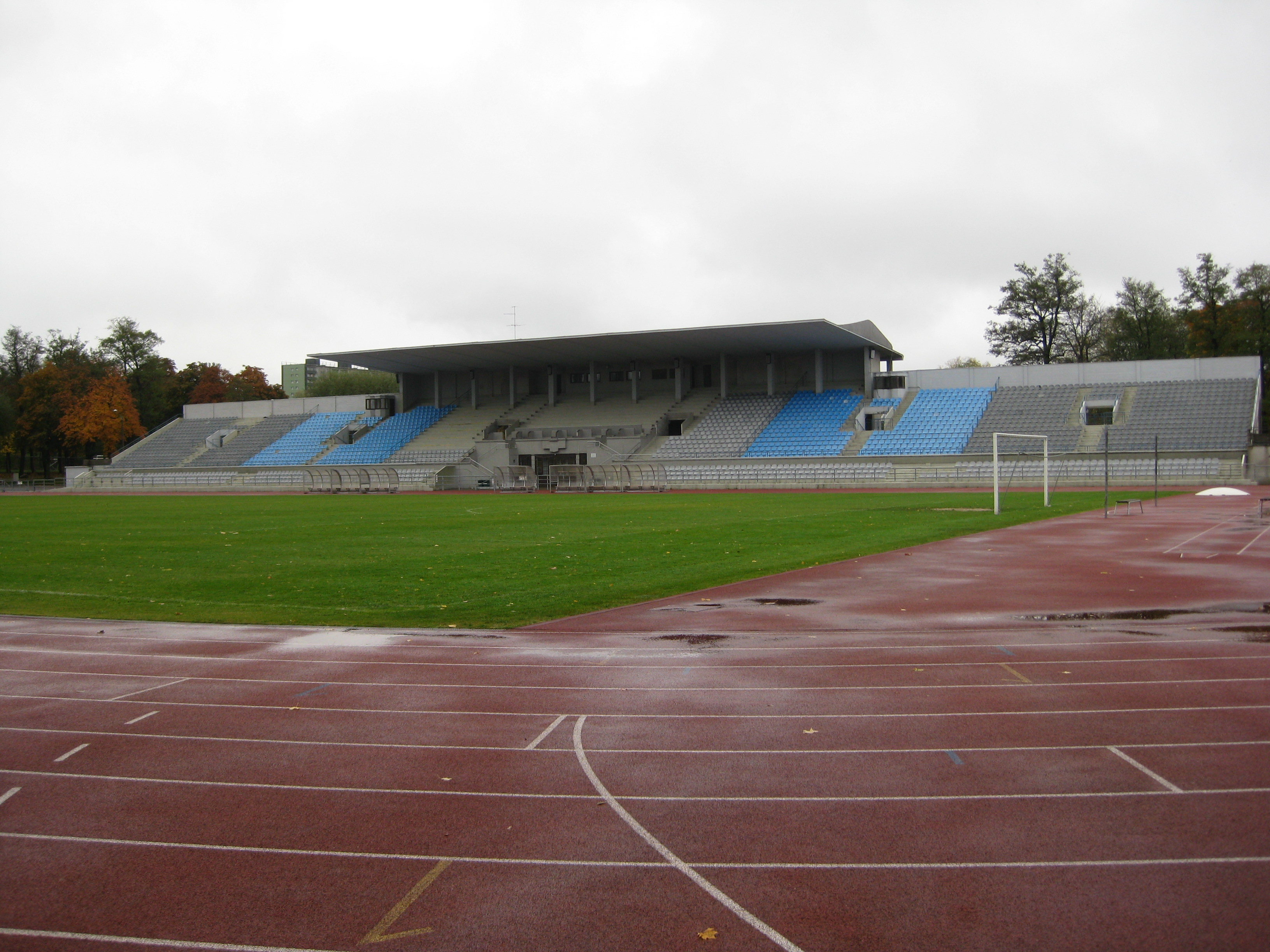
Stadion Kadriorg w Tallinnie - arena zmagań superligi

30. Puchar Europy w Wielobojach – zawody lekkoatletyczne organizowane pod auspicjami European Athletics, które odbyły się 29 i 30 czerwca 2013 na trzech europejskich stadionach. W imprezie drużyny męskie rywalizują w dziesięcioboju, a żeńskie w siedmioboju. Gospodarzem superligi pucharu Europy był Tallinn (Stadion Kadriorg), pierwszej ligi Nottwil (Sport Arena Nottwil), a drugiej ligi Ribeira Brava na Maderze (Estádio de Câmara de Lobos). 
Zawody były pierwszymi przeprowadzonymi w nowej formule, w której nie ma podziału w punktacji na zespoły żeńskie i męskie.

## Rezultaty

### Superliga
| Konkurencja:           | 1. miejsce        | Rezultat  | 2. miejsce        | Rezultat  | 3. miejsce    | Rezultat     |
| Dziesięciobój mężczyzn | Kevin Mayer       | 8390 pkt. | Eduard Michan     | 8125 pkt. | Mikk Pahapill | 8099 pkt.    |
| Siedmiobój kobiet      | Karolina Tymińska | 6347 pkt. | Hanna Melnyczenko | 6260 pkt. | Grit Šadeiko  | 6221 pkt. NR |

| Poz. | Reprezentacja   | Punkty      |
| ---- | --------------- | ----------- |
| 1.   | Francja         | 41 421 pkt. |
| 2.   | Rosja           | 41 032 pkt. |
| 3.   | Estonia         | 41 027 pkt. |
| 4.   | Białoruś        | 40 175 pkt. |
| 5.   | Polska          | 38 763 pkt. |
| 6.   | Wielka Brytania | 38 653 pkt. |
| 7.   | Ukraina         | 37 850 pkt. |
| 8.   | Włochy          | 37 617 pkt. |

### I liga
| Konkurencja:           | 1. miejsce         | Rezultat  | 2. miejsce       | Rezultat  | 3. miejsce     | Rezultat     |
| Dziesięciobój mężczyzn | Eelco Sintnicolaas | 8322 pkt. | Nicklas Wiberg   | 7678 pkt. | Bas Markies    | 7457 pkt. PB |
| Siedmiobój kobiet      | Nadine Broersen    | 6238 pkt. | Eliška Klučinová | 6013 pkt. | Ellen Sprunger | 5987 pkt.    |

| Poz. | Reprezentacja | Punkty      |
| ---- | ------------- | ----------- |
| 1.   | Holandia      | 40 749 pkt. |
| 2.   | Szwajcaria    | 38 767 pkt. |
| 3.   | Czechy        | 38 291 pkt. |
| 4.   | Szwecja       | 38 274 pkt. |
| 5.   | Finlandia     | 37 362 pkt. |
| 6.   | Hiszpania     | 36 885 pkt. |
| 7.   | Węgry         | 32 283 pkt. |

### II liga
| Konkurencja:           | 1. miejsce        | Rezultat     | 2. miejsce         | Rezultat    | 3. miejsce                 | Rezultat     |
| Dziesięciobój mężczyzn | Lars Vikan Rise   | 7621 pkt.    | Tiago Marto        | 7603 pkt.   | Martin Roe                 | 7476 pkt.    |
| Siedmiobój kobiet      | Lucija Cvitanović | 5547 pkt. NR | Tine Bach Ejlersen | 5528 pkt PB | Sveinbjörg Zophoníasdóttir | 5479 pkt. PB |

| Poz. | Reprezentacja | Punkty      |
| ---- | ------------- | ----------- |
| 1.   | Norwegia      | 37 928 pkt. |
| 2.   | Portugalia    | 36 250 pkt. |
| 3.   | Rumunia       | 34 985 pkt. |